# Synergia
Synergia, synergizm, synergiczność, efekt synergiczny (z gr. συνεργία współpraca) – współdziałanie różnych czynników, którego efekt jest większy niż suma poszczególnych oddzielnych działań. Termin ten jest pojęciem ogólnym, mającym zastosowanie w wielu różnych dziedzinach. Poniżej podano tylko kilka przykładów.

## W psychologii społecznej
Synergiczność działań, efekt organizacyjny – wspólne działanie dające większe lub nowe efekty; działania uzupełniają się poprzez kooperację (współpracę) i synchronizację. Efekt zorganizowanej pracy zespołowej, który jest większy niż suma efektów działań indywidualnych. W wyniku synergii powstaje efekt organizacyjny będący przeciętną nadwyżką korzyści przypadającą na członka zespołu współdziałającego z pozostałymi osobami, w porównaniu z korzyścią możliwą do osiągnięcia w działaniu indywidualnym.
Na przykład: Dwie osoby, działając razem, są w stanie przesunąć ciężką szafę o 10 metrów. Każda z nich osobno mogłaby przesunąć ją nie więcej niż np. 3 metry. Zatem maksymalna suma działań indywidualnych jest równa 2 × 3 m = 6 m, natomiast efekt działań wspólnych wynosi 10 m i jest większy niż suma działań indywidualnych.

## W ekonomii, biznesie i zarządzaniu
Integracja działań wielu podmiotów kreujących produkt zmniejsza koszty jego przygotowania i promocji, a zwiększa szanse rynkowego zakresu (czyli zyski). Efekty są nieproporcjonalnie większe w porównaniu z sytuacją, gdy każdy z podmiotów działa oddzielnie. W biznesie mamy do czynienia z synergią, gdy kilka firm lub grup pracuje razem i osiąga większy sukces niż pracując osobno.
Sytuacja, w której realizacja kilku projektów równocześnie daje organizacji większe zyski (lub częściej niższe koszty operacyjne) niż realizacja tych projektów oddzielnie. Spowodowane to jest możliwością wspólnego zamawiania zasobów do projektów, wynajmu maszyn, wykorzystania wiedzy ekspertów dla kilku zbieżnych ze sobą przedsięwzięć realizowanych w tym samym czasie.

## W chemii i farmakologii
Synergizm w chemii to wzajemne wzmocnienie działania kilku substancji, gdy występują one razem w danym środowisku.
W farmakologii twierdzono, że dwa (czasem kilka) słabo działające na pacjenta leki po zaaplikowaniu ich razem dają silniejszy efekt. Synergizm w tym przypadku może polegać zarówno na interakcji substancji czynnych poszczególnych leków na poziomie biochemicznym, jak też na synergistycznej odpowiedzi organizmu na leczenie (na poziomie fizjologicznym).

## W nauce i technice
Kilka oderwanych informacji dotyczących pewnego zdarzenia pojedynczo zawiera niewiele merytorycznej treści. Odpowiednie informacje połączone razem, pozwalają zrozumieć całe zdarzenie poprzez logiczne powiązanie faktów, a nawet (dzięki interpolacji) odtworzyć brakujące informacje.
Prowadzone są badania nad synergią węglowo-jądrową.
Michio Kaku w swojej książce Wizje, czyli jak nauka zmieni świat w XXI wieku (1997) stawia tezę o synergii mechaniki kwantowej, biologii molekularnej i techniki komputerowej w nauce.

## W teologii
Synergizm jest również jednym z pojęć podstawowych dla teologii katolickiej oraz prawosławnej. Oznacza ona współpracę natury i łaski Bożej. Według tradycyjnej nauki katolickiej łaska jest czymś, co przychodzi do człowieka z nieba, z wolnej decyzji Boga. Następnie uzdalnia ona ludzką naturę do tego, aby człowiek za pomocą wolnej woli oraz uczynków mógł przekraczać swój grzeszny stan i wznosić się wyżej, w kierunku świętości. Między naturą a łaską istnieje zależność oraz równowaga. Przeakcentowanie roli łaski bez uwzględnienia współpracy ludzkich wysiłków prowadzi do kwietyzmu albo predestynacji, natomiast przeakcentowanie ludzkich wysiłków z pominięciem uprzedniości i konieczności łaski prowadzi do pelagianizmu.